# Les Ablett
Leslie Ablett, detto Les (Birkenhead, 6 marzo 1904 – Liverpool, 22 aprile 1952), è stato un pallanuotista britannico, che ha partecipato alle Olimpiadi di Amsterdam 1928 e di Berlino 1936.
Nel torneo del 1928 giocò tre partite come portiere della squadra britannica.
Otto anni dopo fece parte della squadra britannica che finì ottava nel torneo del 1936. Ha giocato tre partite come portiere.